# セントライ青果
セントライ青果株式会社（-せいかかぶしきがいしゃ）は、愛知県西春日井郡豊山町に本社を置く日本の青果卸売会社。

## 概要
2016年10月にいずれも名古屋市中央卸売市場北部市場の青果部で荷受・卸売業務をしていた名果株式会社と、株式会社丸市青果を統合して設立された。
手続き上は株式会社丸市青果を存続法人として吸収合併と同日に社名変更が行われた。また、旧株式会社丸市青果代表取締役社長の石原美紀が初代代表取締役会長に、旧名果株式会社代表取締役社長の小坂芳則が初代代表取締役社長にそれぞれ就いた。
社名の由来について、「日本の中心『センター』、本社を置く愛知県の『アイ』、そして挑戦の『トライ』を組み合わせた造語。5か年計画で単体年商1000億円にトライしていく。」と説明している。
2020年には同業で名古屋市中央卸売市場本場で卸売業務を行う丸協青果と合併して本場支社を設立。
2022年には浜松市中央卸売市場で卸売業務を行う浜中と業務資本提携を締結し傘下に収めた。さらに2024年、横浜市中央卸売市場本場の卸売業者に選定されたことを発表した。

## 沿革

### 旧・名果沿革
- 1954年（昭和29年） 6月 - 株式会社名果設立。丸果　名古屋中央青果株式会社設立。
- 1956年（昭和31年）10月 - 名果・丸果　合併。株式会社名果。
  - 同年12月 - 名古屋中央青果株式会社と名称変更。
- 1963年（昭和38年）11月 - 名果バナナ工場　事業開始。
- 1964年（昭和39年） 2月 - 中日本青果貿易株式会社　設立
- 1969年（昭和44年） 2月 - 中日本青果貿易(株)を『株式会社中日本食品流通センター』に名称変更
- 1971年（昭和46年） 3月 - コンピューターシステム　本番開始
- 1973年（昭和48年) 11月 - 『名果冷蔵加工株式会社』　事業開始
- 1981年（昭和56年） 4月 - 『名果商事株式会社』　設立
- 1983年（昭和58年） 3月 - 北部市場　開場
- 1985年（昭和60年)  3月 - クリエイト室　オープン
- 1987年（昭和62年)  1月 - 名果フルーツ株式会社　設立
  - 同年3月 - 名古屋中央青果株式会社を『名果株式会社』に社名変更
- 1988年（昭和63年） 3月 - ハートバナナ　発表
  - 同年6月 - ロダンルーム　オープン
- 1991年（平成2年） 5月 - 名果山荘　オープン
  - 同年10月 - 『株式会社　全農中日本センター』　設立
- 1992年（平成3年） 5月 - 「名果フルーツ株式会社」を『株式会社 セントラルフーズ』と社名変更。同月『名北総合食品センター株式会社』　設立
- 1993年（平成4年） 4月 - 全農中日本フラワーセンター　オープン
  - 同年12月 - 場内監視カメラ設置
- 1994年（平成5年） 5月 - 回折格子使用のバナナ加工技術開発　発表
  - 同年8月 - バナナ加工施設・冷蔵施設　竣工
- 1995年（平成6年）11月 - ハートフラワー　改装オープン
- 1996年（平成8年） 1月ハートフーズ（株）　設立
  - 同年4月 - ハートフレッシュ　オープン
- 1997年（平成9年） 9月 - 大地の子　設立
- 1999年（平成11年） 7月 - ＭＩＣ２１　オープン
- 2000年（平成12年）10月 - 名北青果　オープン
- 2003年（平成15年）10月 - ハートフラワー　栄店　オープン
- 2004年（平成16年） 6月 - ハートフラワー　ユニモール店　オープン
- 2005年（平成17年） 5月 - ハートフラワー　千種店　オープン
- 2008年（平成20年） 3月 - ハートフーズ株式会社、名北青果株式会社、大地の子株式会社を「名北総合食品センター株式会社」に合併
- 2014年（平成26年） 4月 - 株式会社 丸市青果と合同で株式会社 名北サポート　設立
  - 同月 - 青果棟２階　高機能卸売場　竣工
- 2016年（平成28年）10月 - 株式会社 丸市青果 と合併

### 旧・丸市青果沿革
- 1954年（昭和29年） 7月 - 名古屋市中央卸売市場枇杷島市場の開場で、西枇杷島町・枇杷島市場の問屋の合併により『株式会社丸市青果』を設立し中央市場の卸売会社として発足する
- 1967年（昭和42年）12月 - 中部貿易株式会社（のちの株式会社アグリ）を設立
- 1978年（昭和53年） 3月 - 株式会社 北青果 を設立
- 1979年（昭和54年）10月 - 株式会社 シンナゴヤトレード を設立
- 1980年（昭和55年）10月 - ナゴヤ通商株式会社 を設立
- 1983年（昭和58年） 3月 - 名古屋市中央卸売枇杷島市場の狭隘により、名古屋市中央卸売北部市場へ移転する
- 2008年（平成20年） 4月 - 株式会社アグリ と 株式会社北青果 合併
- 2014年（平成26年） 4月 - 名果株式会社と合同で株式会社 名北サポート　設立
  - 同月 - 青果棟２階　高機能卸売場　竣工
- 2016年（平成28年）10月 - 名果株式会社 と合併

### 旧・丸協青果沿革
- 1954年（昭和29年） 7月 - 丸協青果株式会社設立（八幡丸協青果株式会社と名古屋丸協青果株式会社の合併による）
- 1973年（昭和48年） 4月 - 名古屋本場青果株式会社と合併
- 1993年（平成 5年） 9月 - 子会社として丸協フードサービス株式会社を設立
- 2001年（平成 13年）4月 - 本社事務所移転。中央管理棟入居
- 2015年（平成 27年）6月 - DAGAYA　設立
- 2020年（令和2年） 4月 - セントライ青果と合併

### セントライ青果沿革
- 2016年（平成28年）10月 - 名果株式会社 と 株式会社 丸市青果 が合併により「セントライ青果株式会社」に商号変更
- 2017年（平成29年） 9月 - 駐車棟２階　低温卸売場　竣工
  - 同年10月 - グループ会社の株式会社セントラルフーズが民事再生手続き開始決定。これにあたりスポンサー企業として参画[5][6]。
- 2018年7月 - セントラルフーズを完全子会社化[7]。
  - 同年10月 - グループ会社で青果仲卸業の「アグリ」と「中日本青果センター」を完全統合し、新会社「中部グローバル青果株式会社」を設立[8]。
- 2019年3月 - グループ会社の丸協フード・サービス(株)、名果冷蔵加工(株)を(株)セントラルフーズを存続会社として３社合併[5]。
  - 同年5月 - 代表取締役社長の小坂芳則が春の褒章にて黄綬褒章受賞[9]。
- 2020年4月 - 同業の丸協青果と合併。旧セントライ青果（北部市場）を「本社」、旧丸協青果（本場）を「本場支社」とした[1]。旧丸協青果代表取締役社長であった早瀬行正を新たに代表取締役専務として迎え、この時点で代表権を持つ取締役は3名となった。
- 2021年8月20日 - 資本金額を1億円に減額（資本減少）[10]。
- 2022年4月 - 浜松市中央卸売市場の浜中を子会社化。具体的には受け皿会社として新たにセントライ100%出資による新会社「株式会社浜中（新浜中）」を設立し、旧浜中およびその子会社であるエフエフ浜松の事業を継承[11][12]。なお本件に際して先立つ3月30日付けで農林水産省より「農業競争力強化支援法に基づく事業再編計画の認定」を受けている[13]。
  - 同月 - 子会社の名果商事のの輸入果実及び国内青果卸売事業に関する権利義務を吸収分割[14]。
- 2023年1月 - 名果商事を吸収合併[15]。
- 2024年3月 - 横浜市中央卸売市場本場における青果部卸売業者として横浜市より選定を受けたことを発表。同市場では2社あった卸売業者のうち金港青果が2022年11月に解散し、横浜丸中青果1社となったことで買受人の利便性が低下し、市が事業者を公募していた[16][17][18]。令和8年4月までに業務を開始し、具体的な時期については調整中としている[17]。

## 関連会社
（セントライグループ）
- 株式会社浜中 - 浜松市中央卸売市場における青果物の卸売
- 中部グローバル青果株式会社 - 青果物・花き及び業務用食材の卸売販売、パッキング及び一次加工品の販売
- 株式会社シンナゴヤトレード - 食料品・食材全般の取り扱い、問屋スーパーSNT展開
- ナゴヤ通商株式会社 - 青果物・加工食品等の輸出入及びその代行・青果物小売及び生ジュース販売
- 株式会社 セントラルフーズ - カット野菜などの加工青果物の製造販売、生鮮食品等の冷蔵貯蔵・バナナ熟成加工等
- 株式会社 名北サポート - 市場内における荷受・分荷作業の受託
- 株式会社 ｴﾑ･ｱｰﾙ･ﾃｨｰ･ｼﾞｬﾊﾟﾝ - 青果物及び加工品の輸出・輸入卸売業
- 株式会社アグリテック - 食品加工

### 旧関連会社
- 中央流通センター株式会社 - 青果物の運送業。2020年12月清算結了[20]。
- 株式会社DAGAYA - 農産品・加工食品・飲料の企画・製造・販売（旧・丸協青果子会社）。2021年5月清算結了[21]。
- 名果商事株式会社 - 輸入青果物の卸売・国内青果物の輸出・外食チェーンへの青果物販売及び配送。100%子会社であったが2022年4月1日付けでセントライ青果が事業を吸収分割して承継[14]、翌年1月に法人吸収合併[15][22]

## 報道

### 丸協青果との連携報道
2017年頃から散発的に一部業界紙などで「セントライ青果（名古屋市中央卸売市場北部市場）と丸協青果（名古屋市中央卸売市場本場）が将来的な合併を検討している」という報道が見られるようになった。2018年10月には日本食糧新聞で「1年半後の20年春までの合併に向け協議を開始した」と報じられた。両社の単純合算の17年度取扱高は898億円となり、青果卸取扱高で東京の東京青果、大阪の大果大阪青果に次ぎ全国3位に躍進するだけに、その動向が注目されている。2019年10月に公開されたセントライ青果の採用募集ページでは社名タイトルを「セントライ青果(株)　（2020年4月1日より丸協青果株式会社と合併予定です）」としている。

## スポンサー
- ZIP-FM 『BRUNCH STYLE』番組内木曜ミニコーナーの「GOOD HARVEST」を提供。市場に入荷する旬の青果物を紹介し、番組リスナーへのプレゼント企画も行っている。